# Jean Despeaux
Jean Despeaux   (10è districte de París, 22 d'octubre de 1915 - L'Argentièira, 25 de maig de 1989) va ser un boxejador francès que va competir durant les dècades de 1930 i 1940.
El 1936 va prendre part en els Jocs Olímpics d'Estiu de Berlín, on guanyà la medalla d'or de la categoria del pes mitjà del programa de boxa. En la final superà al noruec Henry Tiller.
Entre el 1938 i 1947 fou professional. En aquests anys disputà 56 combats, amb un balanç de 39 victòries, 13 derrotes i quatre combats nuls.
També va actuar en un bon grapat de pel·lícules, entre les quals L'assassin habite au 21 (1942), de Henri-Georges Clouzot, i La Main du diable (1943) de Maurice Tourneur, on interpretava un boxejador.